# 諏訪野紗織
諏訪野紗織（日语：諏訪野 しおり，すわの しおり，1971年8月13日—），日本的蘿莉塔偶像、演員，出生於神奈川縣。她使用過的藝名有若葉栞、新美實、新田真弓、白川綾音。
她的人氣又以諏訪野紗織時期為高。當時她憑着出眾的樣貌和少女身材獲得了一眾男性的芳心。她的首部寫真集《熠熠生辉的你》（君はキラリ，1984年）有著賣出過10萬本的記錄，並跟《心之顏》（心のいろ）和《不可思議之國的少女 早見裕香》（不思議の国の少女 早見裕香）並列為「英知三部曲」。《熠熠生辉的你》推出的時間正好是日本少女裸體寫真集的全盛期，当时日本發售了大量的少女裸體寫真集。故此有文章對於她的寫真作品能夠突圍而出這點表示驚訝。而當時即使是能夠躋身前名的蘿莉塔作品，能夠保持長久熱度的也只有少數。

## 生平

### 早年經歷
1971年8月13日，諏訪野紗織於神奈川縣横滨市出生（一說稱她於長野縣出生，出生日期則為同年6月13日）。本名為新美茂子。家中有一個妹妹。小學時較為活潑好動，常跟男生混在一起嬉戲。
高中時就讀於神奈川縣立橫濱翠嵐高等學校。此外也有資料稱，她於1991年時還在就讀都立高中。

### 職業生涯

#### 新美茂子時期
1984年9月，她出演了單品劇場《女殺油地獄》。

#### 諏訪野紗織時期
她的首部寫真集《熠熠生輝的你》（君はキラリ）於1984年10月出版，當中她以諏訪野紗織的名義拍攝。1985年1月，同名寫真視頻出版。該套寫真獲得了廣泛好評。例如《週刊寶石》評論道：「這本寫真集好得令人想喊出：『再也不會指責他人是蘿莉控！』。[寫真集的]模特兒十分性感，樣貌亦十分可愛，還有姿勢和角度都配合得非常好。若它只成為一部分狂熱者的獨占物的話，也實在太可惜了」；《影片男孩》（ビデオボーイ）評論道：「紗織的美能跟（斯坦利·库布里克的）《一樹梨花壓海棠》相提並論，不過她還只是一名臉部樸素的小六女子。她専注於遊樂的樣子，事實上仍是平淡無奇、四處可見。但是一旦為她拍照，她的表情便會有了變化，表露出『女人』的內在。12歲的她就有了『女人』的自覺，並吸引到男性的目光。這樣的她現在亦拍了一部寫真視頻。畫面中的她就像天使般露出笑臉」；《視頻X》（ビデオ･エックス）則評論道：「不接觸外部空氣，緊緊閉著的花蕾就像寶石一般……明亮清透的眼睛，淺褐色的肌膚，可愛的嘴唇，棉花糖般的臀部。這麼可愛的女孩究竟在哪才能找到？」
。
《熠熠生辉的你》跟《心之顏》（心のいろ）和《不可思議之國的少女 早見裕香》（不思議の国の少女 早見裕香）並列為「英知三部曲」。
《熠熠生辉的你》推出的時間正好是日本少女裸體寫真集的全盛期，当时日本發售了大量的少女裸體寫真集。故此有文章對於她的寫真作品能夠突圍而出這點表示驚訝。而當時即使是能夠躋身前名的蘿莉塔作品，能夠保持長久熱度的也只有少數。

#### 新美實時期
1985年1月，她以新美實（新美みのり）的名義擔任雜誌的寫真偶像。

#### 若葉栞時期
1985年8月，由她扮演反派角色的電視劇《若是學校的話…！？》（もしも、学校が…!?）開始播映，9月结束。她的演技獲得了廣泛好評，粉絲數亦因此增加了不少。
1986年，由新藤兼人执导的《落葉樹》開始上映。她於當中以若葉栞（若葉しをり）的名義出演配角。在主角的回憶情節中，她以半裸出浴的形式登場。
1987年，栞於《水手服反叛同盟》（セーラー服反逆同盟）第14話當中登場。
1987年7-8月，她於電視劇《真想叫一聲母親》（母さんと呼びたい）中扮演一名初中生。故事一開始時她跟已離婚的父親和祖母住在一起，之後她與父親需一同面對跟再婚有關的一連串事件。
栞於這段時期並沒有正式承認自己就是諏訪野紗織。

#### 新田真弓時期
她在準備升上高中的那段時期暫停了演藝活動，之後以新田真弓（新田まゆみ）的名義再出道。
她的第二部寫真集《1500日網絡》（1500日のネットワーク）於1988年12月出版，當中包含了諏訪野紗織時期的裸體照片。17歲的新田於當中並沒有裸體登場。她亦在雜誌上以手寫訊息的形式，公開承認「諏訪野詩織」和「若葉栞」都是她本人。她在視頻《愛的禮物》（愛の贈り物）中說道：「看回以前的寫真，我就不禁感到羞恶。更明確地說就是有點兒後悔。但是沒有它的話，就可能沒有現在的我。現在我將會以新田真弓的身份繼續努力」。《寬衣解帶的偶像》（アイドルが脱いだわけ）這本書指出，新田真弓在1989年的《白鵝之淚》（スワンの涙）當中飾演配角時，跟她關係不錯的越智靜香曾這樣說道：「新田真的很努力呢。她把一切都押在這部作品上」。但是即使有著重新出發的意願，該書還是指出「這不過是把『靠著蘿莉塔偶像上位』的有色眼鏡送給世人罷了」。此外其亦指出，她承認這件事的時機更使情況雪上加霜：當時宮崎勤事件正引起日本全國關注。它使得社會對於蘿莉控等事物的印象大幅轉向負面，「理應健全的『偶像』跟『蘿莉控』聯繫到一塊，這並不是一件好事……回過神來，新田真弓就這樣『消失』了……（她）從一開始就背負著無法跨越的障礙」。
1988年12月，新田真弓在日本法務省跟博報堂聯合製作的教育宣傳電影《三號月台的約定》（三番線の約束）當中擔任主角，跟松下一夫共演。這部電影由今關明好執導。其內容主要講述少年少女在遇上不同的人的情況下，進行更生，以此建立更為美好的社會。製作組為了製作這部電影，而特意借了一間教育中心作拍攝場地。
1989年4-9月，於《白鵝之淚》當中以配角的身份登場。
1989年9月，出演了加藤哲監督的電影《Goodbye》（グッドバイ）。這部電影講述了在20世紀70年代學生運動中受挫的青年尋找愛的故事。
1989年12月，出演了電視劇《隨你便吧！兄弟》（勝手にしやがれヘイ!ブラザー）。

#### 白川綾音時期
1991年3月，她改跟另外一間事務所簽約，並化名為白川綾音。這段時期她的活動去向不明。

#### 「最後一次活動」
1992年11月，她以本名新美茂子出現在雜誌《DIME》上。這是她最後一次為人所知的活動。

## 人物
根據對外公佈的資料，她於12歲時高143厘米，重31公斤，三圍：B69-W58-H??厘米。14歲時，她身高150厘米，重35公斤，三圍：B67-W58-H68厘米。17歲時高157厘米，三圍：B78-W60-H85厘米。
興趣是桌球和音楽鑑賞。愛吃的食物是蛋糕。1990年1月，她表示最尊重的人是今井美樹。

## 登場作品

### 影片
| 日期          | 名稱 | 中文名稱（暫譯）                        | 製作     | ISBN               | 備註                            |
| ------------- | ---- | --------------------------------------- | -------- | ------------------ | ------------------------------- |
| 1985年1月     |      | 熠熠生輝的你                            | 宇宙企画 |                    | 以諏訪野紗織的名義拍攝          |
| 1989年6月30日 |      | 美少女Hi-Fi寫真館 vol.6 粉絲信 新田真弓 | 英知出版 | ISBN 4-7542-8706-1 | 以新田真弓/諏訪野紗織的名義拍攝 |
| 1994年1月10日 |      | 愛的禮物                                | 英知出版 | ISBN 4-7542-6913-6 | 以新田真弓/諏訪野紗織的名義拍攝 |

### 電影
| 日期           | 名稱 | 中文名稱（暫譯） | 製作       | 監製     | 備註                 | 參考資料 |
| -------------- | ---- | ---------------- | ---------- | -------- | -------------------- | -------- |
| 1986年         |      | 落葉樹           | 丸井工文社 | 新藤兼人 | 以若葉栞的名義出演   | [ 16 ]   |
| 1988年12月12日 |      | 三號月台的約定   |            | 今關明好 | 以新田真弓的名義出演 | [ 28 ]   |
| 1989年9月9日   |      | 再見             |            | 加藤哲   | 以新田真弓的名義出演 | [ 24 ]   |

### 電視劇
| 日期                          | 名稱   | 中文名稱（暫譯） | 電視台 | 備註                 | 參考資料 |
| ----------------------------- | ------ | ---------------- | ------ | -------------------- | -------- |
| 1984年9月29日                 |        | 女殺油地獄       | NHK    | 以新美茂子的名義出演 | [ 11 ]   |
| 1985年8月9日 - 1985年9月27日  |        | 若是學校的話     | TBS    | 以若林栞的名義出演   | [ 29 ]   |
| 1987年7月20日 - 1987年8月28日 |        | 真想叫一聲母親   | TBS    | 以若葉栞的名義出演   | [ 30 ]   |
| 1987年                        | 第14話 | 水手服反叛同盟   | NTV    | 以若葉栞的名義出演   | [ 17 ]   |
| 1989年4月10日 - 1989年9月25日 |        | 白鵝之淚         | CX     | 以新田真弓的名義出演 | [ 23 ]   |
| 1989年12月15日                | 第10話 | 隨你便吧！兄弟   | NTV    | 以新田真弓的名義出演 | [ 25 ]   |
| 1989年1月5日                  |        | 春天最棒的兩個愛 | YTV    | 以新田真弓的名義出演 | [ 31 ]   |

### 寫真集
| 日期           | 名稱         | 中文名稱（暫譯） | 出版社     | 攝影師             | 備註                   |
| -------------- | ------------ | ---------------- | ---------- | ------------------ | ---------------------- |
| 1984年10月20日 |              | 熠熠生輝的你     | 英知出版   | 前場輝夫           | 以諏訪野紗織的名義拍攝 |
| 1988年12月25日 |              | 1500日網絡       | 英知出版   | 前場輝夫、藤田圈生 | 以新田真弓的名義拍攝   |
| 1989年9月30日  | METAMORPHOSE | 蜕变             | 近代映画社 | 鯨井康雄           | 以新田真弓的名義拍攝   |
| 1985年4月20日  |              | 蘿莉塔合集       | 英知出版   |                    | 综合寫真集             |

## 延伸閲讀
- 宝泉薫 (编). .  . 宝島社. 2001.
- 森山真弓 (编).  . 1999.
- 園田寿; 曽我部真裕;  et al.  . 日本評論社. 2014-10-17.
- 香月真理子.  . 朝日新聞出版. 2009. ISBN 978-4-02250501-9.
- 川本耕次.  . 筑摩書房. 2011. ISBN 4-48006631-4.
- . 白夜書房. 1992.
- 宮島鏡.  . 作品社. 2005. ISBN 978-4-86182031-1.
- 一橋文哉.  . 新潮社. 2003-09-01. ISBN 978-4-10-142624-2.
- 鈴木伸元.  . 幻冬舎新書. 2010-11-27. ISBN 978-4-344-98194-2.